# Německá vysoká škola technická v Brně
Německá vysoká škola technická v Brně (německy Deutsche Technische Hochschule Brünn) byla německojazyčná technická vysoká škola v Brně, která fungovala v letech 1873–1945. Vznikla transformací česko-německého Technického učiliště, jež vzniklo roku 1849.

## Historie

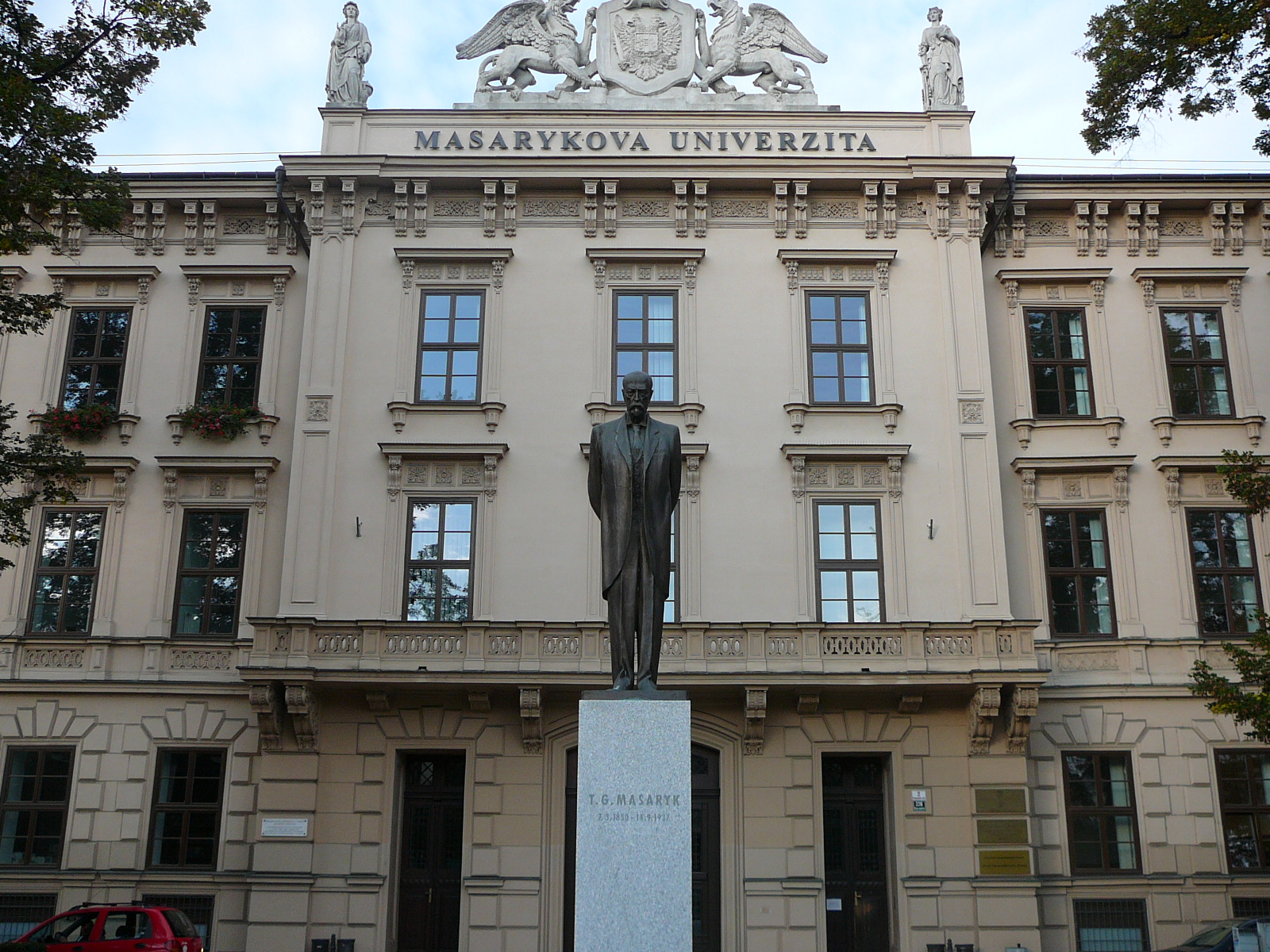
V první budově německé techniky (Komenského nám. Brno) sídlí od roku 1945 Masarykova univerzita

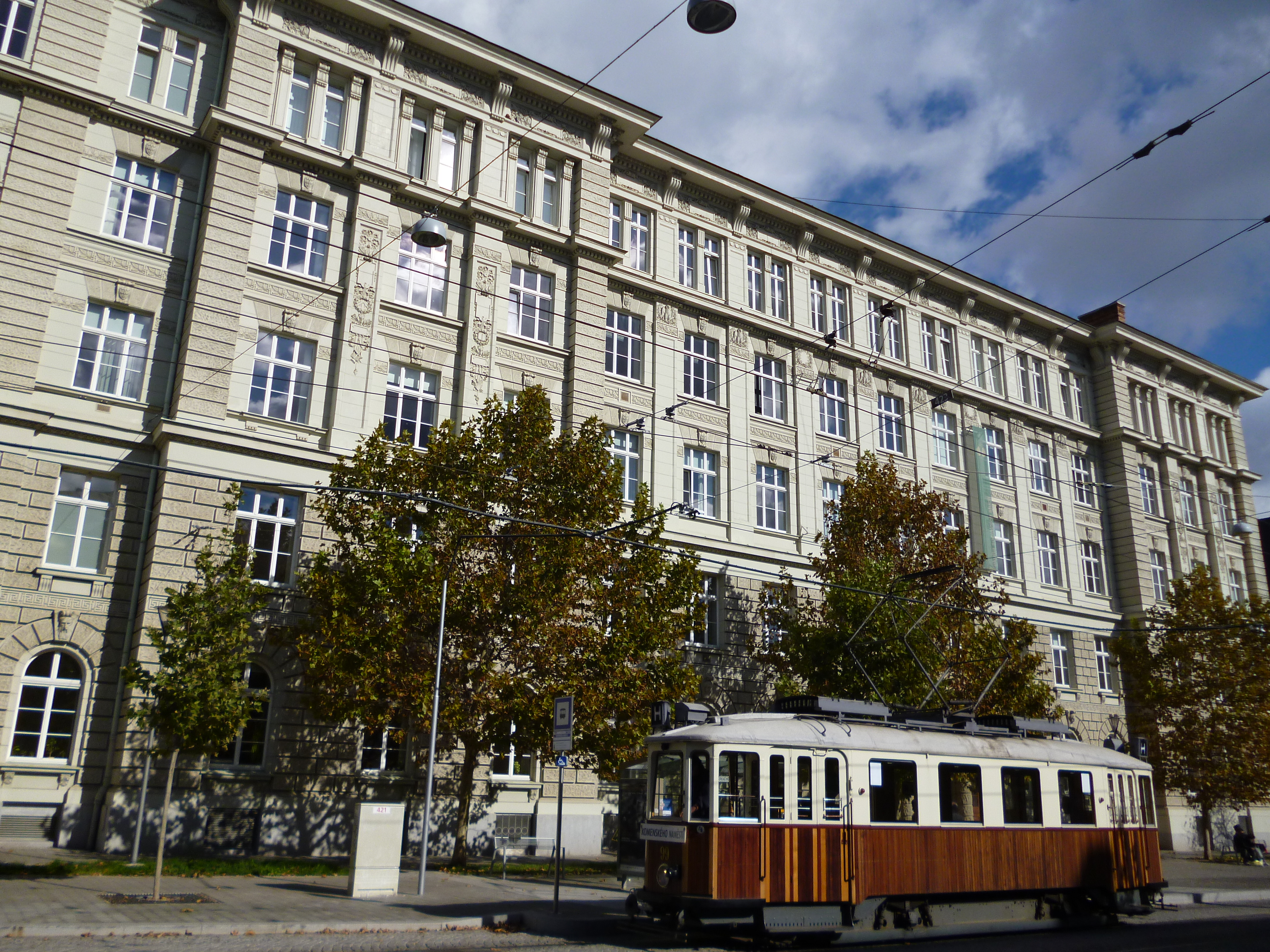
Ve druhé budově německé techniky, zbudované roku 1910 (Joštova 10), dnes sídlí Fakulta sociálních studií Masarykovy univerzity

Škola vznikla v roce 1849 po přesunu Stavovské akademie z Olomouce. Zpočátku šlo o nevysokoškolské dvojjazyčné (česko-německé) Technické učiliště v Brně. Škola od roku 1860 sídlila ve vlastní nové budově na dnešním Komenského náměstí, kterou nyní využívá Masarykova univerzita. Roku 1873 bylo Technické učiliště povýšeno na vysokou školu s názvem c. k. vysoká škola technická v Brně. Ta však již nebyla dvojjazyčná, ale pouze německého charakteru. Dlouhou dobu se uvažovalo o tom, že škola bude rozdělena na českou a německou část, k tomu ale nedošlo, a tak byla v roce 1899 vedle ní založena ještě Česká vysoká škola technická v Brně (dnešní Vysoké učení technické). V roce 1910 byla pro německou vysokou školu dokončena stavba druhé budovy v dnešní ulici Joštově (nyní Fakulta sociálních studií Masarykovy univerzity).
Po vzniku Československa a změně národnostních poměrů v roce 1918 se uvažovalo o uzavření školy, ale nakonec i nadále fungovala. Skládala se z fakult matematiky, fyziky, mineralogie, strojírenství, pozemního, vodního a silničního stavitelství, chemie, agronomie, účetnictví a zbožíznalectví.
Po vzniku protektorátu Čechy a Morava se uvažovalo o přeložení školy do Lince, k čemuž ale kvůli vypuknutí války nedošlo. Škola byla nacifikována a převzala školní řád podle říšského vzoru. Po konci druhé světové války a v důsledku vysídlení Němců z Československa byla v roce 1945 škola uzavřena. Oficiálně byla spolu s dalšími německými vysokými školami (Německá vysoká škola technická v Praze a Německá Karlova univerzita) zrušena dekretem presidenta republiky z 18. října 1945 (s retroaktivní účinností k 17. listopadu 1939).
Majetek zrušené německé techniky byl předán Vysokému učení technickému. Její budovy získala Masarykova univerzita, která do budovy na Komenského náměstí umístila svou Lékařskou fakultu a budovu na Joštově využívala pro potřeby později zaniklé Farmaceutické fakulty. Po rekonstrukci budovy na Joštově proběhlé v roce 2005 v ní nalezla své sídlo Fakulta sociálních studií. V budově na Komenského náměstí byla v roce 2000 zřízena Celouniverzitní počítačová studovna a poté, co lékařská fakulta začala v roce 2010 využívat nové prostory v univerzitním kampusu, připadla budova pod správu rektorátu. Ten do ní soustřeďuje celouniverzitní centra (Centrum zahraničních studií, Centrum jazykového vzdělávání, Centrum pro transfer technologií, Poradenské centrum a některá oddělení Ústavu výpočetní techniky). V září 2014 se do budovy přesunulo též Středisko pro pomoc studentům se specifickými nároky. Z lékařské fakulty v budově zůstalo pouze několik kateder nelékařských oborů.

## Významní učitelé

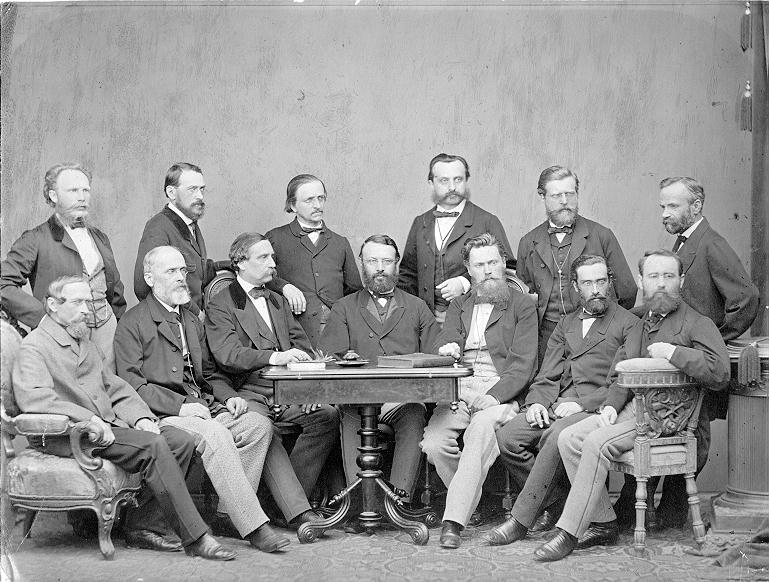
Profesorský sbor německé techniky v roce 1867

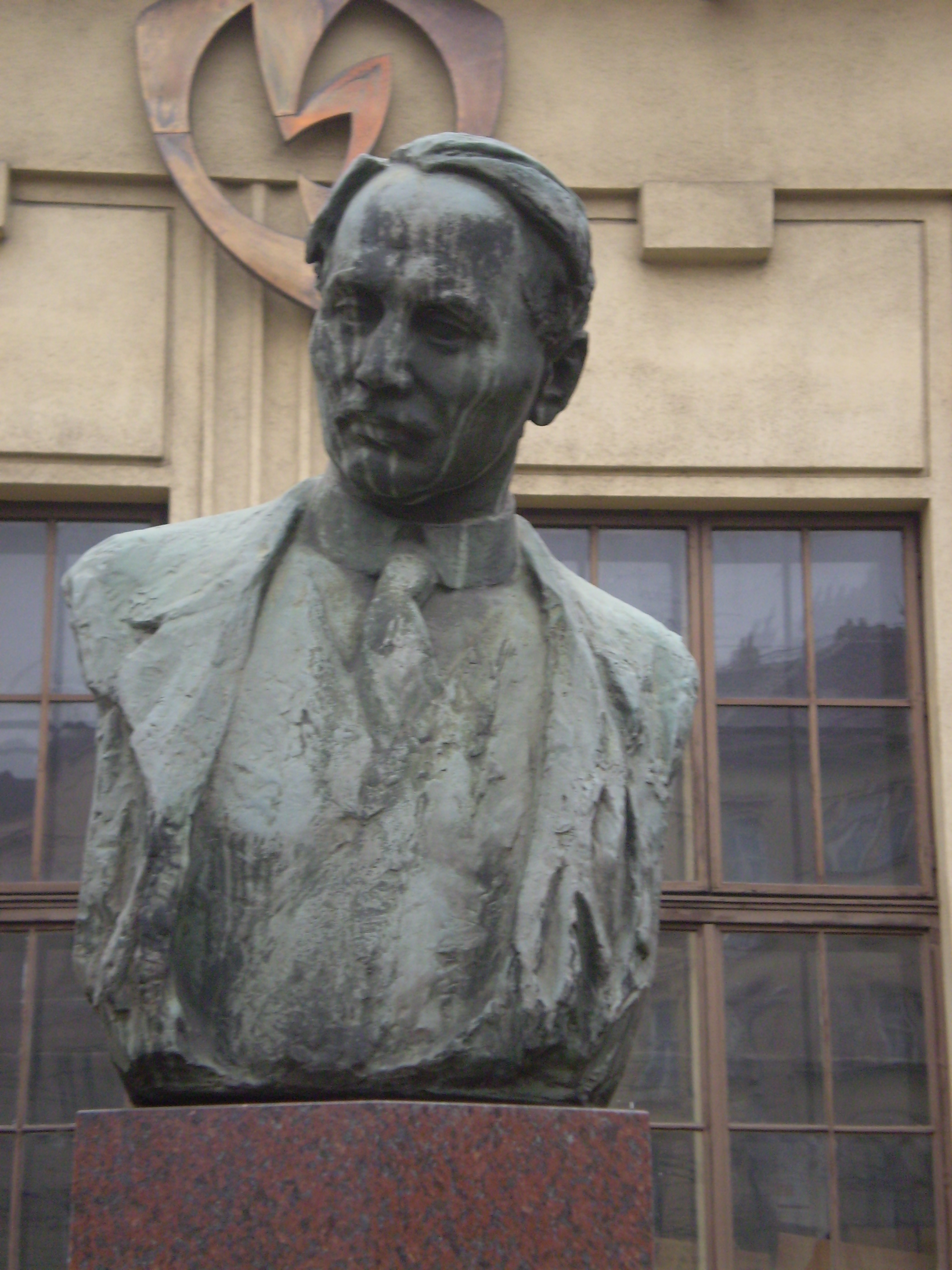
Na německé vysoké škole technické v Brně působil jako učitel Viktor Kaplan, vynálezce Kaplanovy turbíny. Jeho busta se dnes nachází před budovu Vysokého učení technického na křižovatce ulic Údolní a Úvoz.

- Ludwig Anschütz (1889–1954), profesor organické chemie
- Vinzenz Baier (1881–1955), profesor stavitelství
- Rudolf Beyrich, profesor matematiky
- Bertold Bretholz (1862–1936), historik a archivář
- Ernst Chwalla (1901–1960), profesor stavební techniky
- Rudolf Czepek, profesor elektrotechniky
- Rudolf Dub (1873–1939), profesor strojírenství, konstruktér jeřábů
- Hermann Josef Dell (1859–1945), profesor architektury
- Heinrich Fanta (1877–1941), profesor stavitelství a architektury
- Franz Frimmel (1888–1957), profesor agronomie
- Ernst Galle, profesor chemických technologií
- Rudolf Girtler (1877–1952), profesor pružnosti a pevnosti
- Alfred Habel, profesor betonářství
- Georg Hamel (1877–1954), profesor mechaniky
- Alfred Hawranek, profesor mostního stavitelství a pozemního stavitelství z oceli
- Gustav Jaumann (1863–1924), profesor fyziky
- Viktor Kaplan (1876–1934), profesor strojírenství, vynálezce Kaplanovy turbíny
- Lothar Koschmieder (1890–1974), profesor matematiky
- Erdmann Kothny (1882–1958), profesor mechanických technologií
- Karl Kriso (1887–1972), profesor mechaniky
- Karl Friedrich Kühn (1884–1945), profesor architektury a dějin umění
- Anton Lissner (1885–1970), profesor chemických technologií
- Erwin Lohr (1880–1951), profesor fyziky
- Hans Löschner, profesor geodézie
- Hannes (Johann) Mohr (1882–1967), profesor geologie a mineralogie
- Alfred von Musil, profesor strojírenství, otec Roberta Musila
- Oswald Richter, profesor botaniky
- Armin Schocklitsch, profesor vodního stavitelství
- Oskar Srnka, profesor slaboproudé techniky
- Alfred Strnischtie, profesor geometrie
- Emil Tranquillini (1884–1955), profesor stavitelství
- Rudolf Ulbert, profesor železničního stavitelství
- Josef Weinhold (1906–1994), profesor pružnosti a pevnosti
- Georg Wellner (1846–1909), profesor strojírenství, rektor
- Emil Wellner (1883–1933), profesor strojírenství
- Joseph Wolfschütz (1860-1933), profesor vodního stavitelství

## Významní absolventi

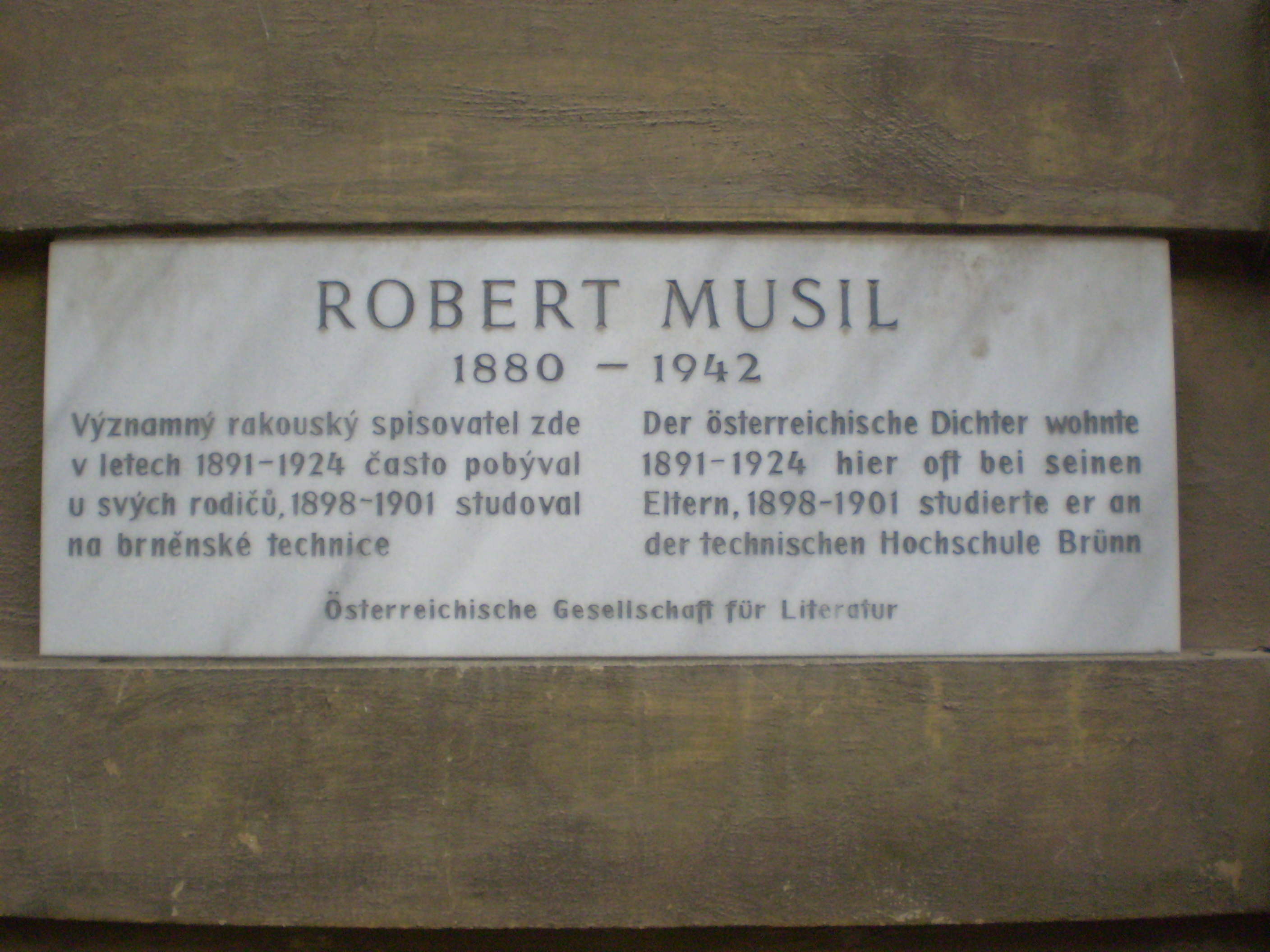
Jedním z významných držitelů inženýrského titulu z brněnské německé techniky je rakouský spisovatel Robert Musil. Na jeho studium v letech 1898–1901 upomíná pamětní deska na domě v Jaselské ulici.

- Heinrich Blum
- Otto Eisler
- Franz Fiala
- Anton Karl Wilhelm Gawalowski
- Theodor Hayek
- Rudolf Kratochwill
- Edmund Lober von Karstenrod
- Gustav Meretta
- Robert Musil
- Alfred Neumann
- Elly Oehlerová
- Hermann von Rittler
- Joseph Sablatnig
- Alois Schwarz
- Endre Steiner
- Karl Weinbrenner
- Joseph Wolfschütz